# Zdzisław Michał Kamiński
Zdzisław Michał Kamiński – polski dziennikarz, publicysta i autor tekstów satyrycznych.

## Życiorys
Na początku lat 90. nawiązał współpracę z łódzkim pismem "Karuzela", w którym drukował fraszki i aforyzmy. W 1997 opublikował "Popołudnie fauna" – zbiór wierszy satyrycznych, epigramatów i "złotych myśli". W 1998 jego pierwszy utwór został przedstawiony w Kabarecie Olgi Lipińskiej (program "Dziady na czatach"), dla którego piosenki pisał do 2005 (łącznie około kilkudziesięciu utworów, m.in. Piknik pod wulkanem, Don't worry be happy, Era Wodnika, Zwyczajni-niezwyczajni).
W 2002 nakładem Ludowej Spółdzielni Wydawniczej ukazała się jego kolejna książka: zbiór fraszek, złotych myśli, satyr i piosenek.